# Jacksonwald
Jacksonwald es un lugar designado por el censo ubicado en el condado de Berks en el estado estadounidense de Pensilvania. En el Censo de 2010 tenía una población de 3393 habitantes y una densidad poblacional de 1.184,45 personas por km².

## Geografía
Jacksonwald se encuentra ubicado en las coordenadas 40°19′52″N 75°50′10″O / 40.33111, -75.83611. Según la Oficina del Censo de los Estados Unidos, Jacksonwald tiene una superficie total de 4.61 km², de la cual 4.61 km² corresponden a tierra firme y (0%) 0 km² es agua.

## Demografía
Según el censo de 2010, había 3393 personas residiendo en Jacksonwald. La densidad de población era de 1.184,45 hab./km². De los 3393 habitantes, Jacksonwald estaba compuesto por el 94.05% blancos, el 2.83% eran afroamericanos, el 0.15% eran amerindios, el 0.97% eran asiáticos, el 0% eran isleños del Pacífico, el 0.62% eran de otras razas y el 1.39% pertenecían a dos o más razas. Del total de la población el 2.39% eran hispanos o latinos de cualquier raza.